# Leon Hazelton
Leon James Hazelton (ur. w 24 czerwca 1876 w Granville, zm. 1 lipca 1948 w Stany Zjednoczone) – amerykański golfista, olimpijczyk z Saint Louis.
Hazelton startował jedynie na Igrzyskach Olimpijskich w Saint Louis w 1904 roku. Podczas tych igrzysk reprezentował swój kraj w zawodach indywidualnych mężczyzn. W pierwszej części eliminacji uzyskał 99 punktów, a w drugiej zdobył 103 punkty, a łącznie zgromadził ich 202. Wynik ten dał mu 55. miejsce eliminacji (do Ralpha McKittricka (zwycięzcy eliminacji) stracił 39 punktów), lecz do następnej fazy eliminacji awansowało jedynie 32 golfistów, a tym samym Hazelton odpadł z rywalizacji, kończąc udział w igrzyskach na eliminacjach. 